# Џејмстаун (Пенсилванија)
Џејмстаун (енгл. Jamestown) град је у америчкој савезној држави Пенсилванија.

## Демографија
По попису из 2010. године број становника је 617, што је 19 (-3,0%) становника мање него 2000. године.
| Група             | 2000.       | 2010.       |
| Белци             | 633 (99,5%) | 611 (99,0%) |
| Афроамериканци    | 0 (0,0%)    | 0 (0,0%)    |
| Азијати           | 0 (0,0%)    | 2 (0,3%)    |
| Хиспаноамериканци | 0 (0,0%)    | 1 (0,2%)    |
| Укупно            | 636         | 617         |